# 杜蘭德 (喬治亞州)
杜蘭特（英語：Durand）是位於美國喬治亞州梅里韋瑟縣的一個非建制地區。該地的面積和人口皆未知。

## 地理
杜蘭特的座標為32°55′01″N 84°46′26″W / 32.91694°N 84.77389°W，而該地的平均海拔高度為256米（即840英尺）。